# Vecchie
Vecchie è un film del 2002 diretto da Daniele Segre. Il film è stato invitato a “La Biennale di Venezia” nella sezione “Nuovi Territori” (2002); a Annecy Cinema Italien (2002) dove ha vinto il premio CICAE e Maria Grazia Grassini e Barbara Valmorin hanno vinto ad Ex Aequo come migliore attrici. [1]

## Trama
Nel soggiorno di una casa di vacanze al mare, in un luogo non definito del centro-sud d'Italia. Due donne anziane Agata e Letizia, per tutto lo svolgimento della storia resteranno in camicia da notte non riusciendo mai ad uscire dall'appartamento, per esse ogni scusa sarà buona per cambiare discorso e ritardare l'uscita.